# Direcció general de Política Econòmica
La Direcció general de Política Econòmica és un òrgan de gestió de la Secretaria d'Estat d'Economia i Suport a l'Empresa del Ministeri d'Economia i Empresa.

## Funcions
La Direcció general exerceix les funcions que l'encomana l'article 5 del Reial decret 531/2017:
- L'anàlisi i proposta de les directrius i orientacions de la política econòmica general i, en particular, l'estudi i elaboració de propostes normatives sobre reformes estructurals en matèria econòmica.
- L'estudi i anàlisi de la incidència en la política econòmica general de la regulació del mercat de treball, de la formació professional, del sistema de pensions i del sistema de dependència i altres actuacions en matèria de protecció social.
- L'estudi, anàlisi i seguiment de la dimensió econòmica dels següents àmbits: sistema sanitari, sistema educatiu, sistema judicial i seguretat jurídica exdavant. Així mateix, li correspon la valoració i informe de les propostes normatives per a la seva reforma.
- L'estudi, anàlisi i seguiment de les propostes i actuacions dirigides a millorar en Espanya el tractament de la insolvència. Així mateix, li correspon la formulació de propostes per a la seva reforma i informe de les presentades per altres departaments.
- L'impuls i coordinació de les iniciatives orientades a la millora del clima de negocis en general. També li correspon la formulació de propostes per a la seva reforma i informe de les presentades per altres departaments, així com la representació internacional de l'Administració General de l'Estat en aquest àmbit.
- L'estudi, anàlisi i iniciativa de propostes de reforma de la regulació de les reserves d'activitat, les professions regulades i els col·legis professionals.
- L'anàlisi, la proposta i la defensa, conjunyeix amb la Direcció general d'Indústria i de la Petita i Mitjana Empresa, dels preus industrials màxims i preus regulats dels medicaments i productes sanitaris que vagin a ser inclosos en la prestació farmacèutica del Sistema Nacional de Salut, amb l'objecte d'establir la posició del Ministeri d'Economia i Empresa en la Comissió Interministerial de Preus de Medicaments.
- El seguiment de la regulació econòmica aplicada en l'exterior en matèria d'ocupació i mercat de treball, clima de negocis, serveis professionals, sanitat i educació, així com dels informes, estudis i recomanacions que sobre la política econòmica espanyola s'emetin des de la Unió Europea, l'OCDE o un altre organisme internacional.
- La vigilància per la coherència de les polítiques econòmiques sectorials amb la política econòmica general, donant suport a la coordinació de les diferents polítiques sectorials.
- L'anàlisi, preparació i proposta de les actuacions relatives a la participació del departament en la Comissió Delegada del Govern per a Assumptes Econòmics, sense perjudici de la funcions de tramitació i coordinació de la Secretaria General Tècnica.
- L'emissió d'informes preceptius sobre la definició i anàlisi de mercats de comunicacions electròniques d'acord amb el que es disposa en la normativa sectorial.
- La proposta conjunta amb el Ministeri d'Energia, Turisme i Agenda Digital d'Espanya dels preus dels serveis inclosos dins del servei universal de comunicacions electròniques.
- L'anàlisi i l'elaboració d'informes sobre la incidència econòmica de les propostes de regulació de tarifes, preus i peatges, així com de retribució de les activitats dutes a terme en el marc del sector energètic, d'acord amb la legislació vigent.
- L'anàlisi i l'elaboració d'informes sobre les tarifes del transport públic regular de viatgers per carretera i les tarifes de Renfe Operadora de transport de viatgers de rodalies i de mitja distància, d'acord amb la legislació vigent.
- L'anàlisi i l'elaboració d'informes, entre d'altres, sobre les tarifes aeroportuàries i el Document de Regulació Aeroportuària, en els termes establerts en la Llei 18/2014, de 15 d'octubre, d'aprovació de mesures urgents per al creixement, la competitivitat i l'eficiència.
- Amb caràcter general, l'estudi i la supervisió de les accions de política econòmica amb implicacions sobre tarifes, preus regulats, altres preus del sector públic i sobre el nivell general de preus.
- La preparació, coordinació, tramitació i supervisió de les instruccions que, conforme al Reial decret-llei 12/1995, de 28 de desembre, sobre mesures urgents en matèria pressupostària, tributària i financera, el Govern atorga a l'Institut de Crèdit Oficial.
- L'estudi, anàlisi i seguiment de les propostes i actuacions dirigides a millorar a Espanya l'accés al finançament. Així mateix, li correspon la formulació de propostes per a la seva reforma i informe de les presentades per altres departaments.
- El seguiment de la regulació econòmica aplicada en l'exterior en matèria de sectors econòmics, així com dels informes, estudis i recomanacions que sobre la política econòmica espanyola s'emetin des de la Unió Europea, l'OCDE o un altre organisme internacional.
- L'estudi i foment de la millora de la regulació econòmica, en particular en el sector serveis i el seguiment i participació en iniciatives comunitàries i internacionals relacionades amb la millora de la regulació econòmica.
- La representació d'Espanya en el Grup d'Experts per a la implementació de la Directiva 2006/123/CE del Parlament Europeu i del Consell, de 12 de desembre de 2006, relativa als serveis al mercat interior i seguiment de les iniciatives acordades en aquest Grup.
- L'exercici de les funcions de Secretaria del Comitè per a la Millora de la Regulació previst en la Llei 17/2009, de 23 de novembre, sobre el lliure accés a les activitats de serveis i el seu exercici.
- L'anàlisi, foment i proposta d'iniciatives de reducció o eliminació de barreres a la unitat de mercat i a l'accés i a l'exercici de les activitats econòmiques. Així mateix, l'exercici de les funcions de Secretaria del Consell per a la Unitat de Mercat prevista en la Llei 20/2013, de 9 de desembre, de garantia de la unitat de mercat.
- La valoració de les concentracions econòmiques, d'acord amb el que es disposa en la Llei 15/2007, de 3 de juliol, de Defensa de la Competència.
- L'elaboració de les propostes normatives en matèria de defensa de la competència.
- L'elaboració d'informes de valoració relatius a la concessió d'ajudes públiques sense perjudici de les funcions atribuïdes a la Comissió Nacional dels Mercats i la Competència.
- La representació d'Espanya en l'àmbit internacional en matèria de competència sense perjudici de les funcions atribuïdes a la Comissió Nacional dels Mercats i la Competència.

## Estructura
De la Direcció general depenen els següents òrgans:
- Subdirecció General d'Ordenament Jurídic Econòmic.
- Subdirecció General d'Anàlisi Sectorial.
- Subdirecció General d'Unitat de Mercat, Millora de la Regulació i Competència.

## Titulars
- Luis Martí Álvarez (2018-)
- Rodrigo Madrazo García de Lomana (2015-2018)[2]
- Ignacio Mezquita Pérez-Andújar (2012-2015)
- Antonio Carrascosa Morales (2011-2012)
- Juan Enrique Gradolph Cadierno (2006-2011)
- Ángel Torres Torres (2004-2006)
- José Luis Pascual Pascual (2003-2004)
- Belén Romana García (2000-2003)
- Luis Albentosa Puche (1990-1996)
- Antonio García de Blas (1985-1990)
- José Montes Fernández (1984-1985)
- Pedro Pérez Fernández (1982-1985)
- Crisanto Plaza Sayón (1978-1979)
- José Luis Leal Maldonado (1977-1978)